# Дом Джона Стейнбека (Салинас)
Дом Джона Стейнбека — ресторан и дом-музей в городе Салинас (Калифорния). Дом примечателен тем, что в нём прошло детство американского писателя Джона Стейнбека.
Дом построен в викторианском стиле, расположен в центре Салинаса, по адресу Центральная Авеню, 132.
Дом был включен в Национальный реестр исторических мест США в 1989 году.
В настоящее время в доме расположен ресторан, для посещений дом открыт каждое воскресенье лета.
В двух кварталах от дома расположен Национальный Центр Стейнбека — музей посвященный Джону Стейнбеку.